# رائيلية
الرائيلية (بالإنجليزية: Raëlism) هي ديانة فكرتها مرتبطة بكائنات فضائية افتراضية. أسسها صحفي السيارات الرياضية السابق الفرنسي كلود فوريلون في باريس، فرنسا عام 1974 إثر مؤتمر ضخم، وتوصف الرائيلية بأنها أكبر ديانة كائنات فضائية في العالم.

## المعتقدات
تعلم الرائيلية أن كائنًا من خارج كوكب الأرض يُعرف باسم إلوهيم خلق البشرية باستخدام تقنيتها المتقدمة. وهي ديانة ملحدة، ترى أن إلوهيم كان تاريخياً آلهة. ويدعي أنه على مر التاريخ خلق إلوهيم 40 إلوهيم/هجين بشري خدموا كأنبياء لإعداد البشرية لأخبار عن أصولهم. من بينهم بوذا، يسوع، و محمد، مع راؤول نفسه النبي الأربعين والأخير. يعتقد الرائيليون أنه منذ إلقاء القنبلة الذرية على هيروشيما عام 1945، دخلت البشرية عصر نهاية العالم حيث تهدد نفسها بالإبادة النووية. ترى الرائيلية أن البشرية يجب أن تجد طريقة لتسخير التطور العلمي والتكنولوجي الجديد للأغراض السلمية، وأنه عندما يتم تحقيق ذلك، سيعود إلوهيم إلى الأرض لمشاركة التكنولوجيا مع البشرية وإنشاء المدينة الفاضلة. ولتحقيق هذه الغاية، سعى الرائليون إلى بناء سفارة لإلوهيم تتضمن منصة هبوط لسفينة الفضاء الخاصة بهم. ينخرط الرائيليون في التأمل اليومي، ويأملون في الخلود الجسدي من خلال الاستنساخ البشري، ويعززون نظامًا أخلاقيًا ليبراليًا مع التركيز القوي على التجارب الجنسية.
خلال أوائل العقد الأول من القرن الحادي والعشرين، قال عالم الدين جورج د. كريسيدس إن الرايلية تعرض "نظرة عالمية متماسكة"، لكنه أضاف أن الحركة ظلت في "مرحلة التطور المبكرة جدًا" ويستند الدين على تعاليم راؤول. تم أخذ ادعاءات راؤول حرفيًا من قبل ممارسي الراؤولية، الذين يعتبرون كتاباته بمثابة كتاب مقدس. ومن خلال دراسة بالمر المكثفة للفلسفة وراؤول نفسه، اعتقدت أنه يصدق ادعاءاته حقًا. أشار عالم الاجتماع الديني كريستوفر بارتريدج إلى أن الرايليانية تظهر " نظام معتقدات فيزيائية قوي ".
تقدم الرائيلية شكلاً من أشكال نظرية رواد الفضاء القدماء التي كانت معروفة جيدًا في وقت تشكيل الدين. كان العديد من المؤلفين الفرنسيين، مثل جان سيندي وسيرج هوتين وجاك بيرجي، قد نشروا بالفعل كتبًا في أواخر الستينيات وأوائل السبعينيات من القرن الماضي تفيد بأن الأرض كانت البؤرة الاستيطانية لمجتمع قديم خارج كوكب الأرض. قدم الكاتب السويسري إريك فون دانيكن نفس الفكرة في كتابه الصادر عام 1968 بعنوان "عربات الآلهة؟" كما تم طرح أفكار مماثلة في الخيال العلمي، مثل المسلسل التلفزيوني الأمريكي ستار تريك. غالبًا ما ينكر الرائليون تأثير فون دانيكن على الفلسفة، وبدلاً من ذلك يعتقدون أنها مستمدة بالكامل من اكتشافات راؤول.

### إلوهيم على الأرض

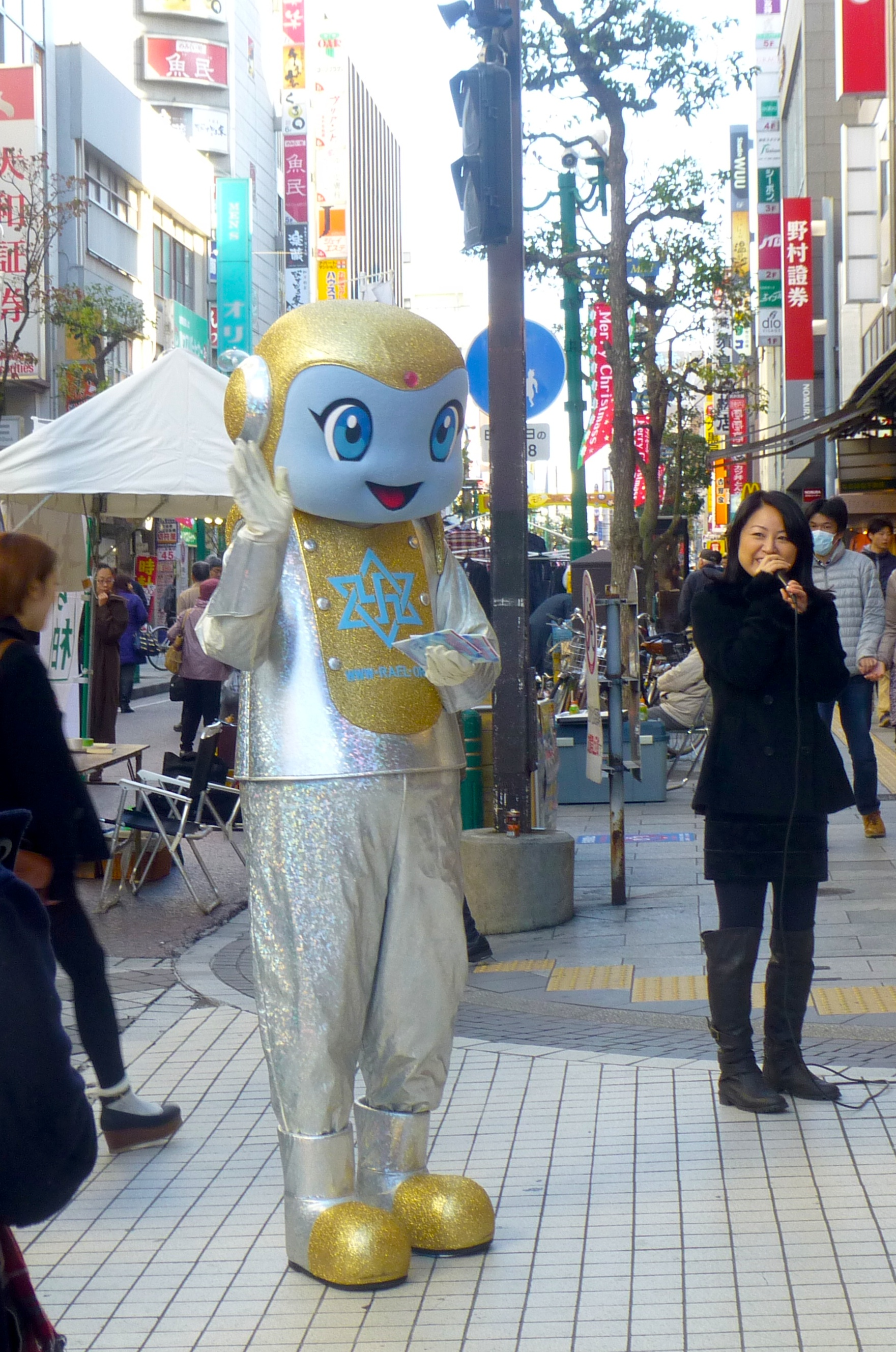
الرائيليون يروجون لدينهم في اليابان.

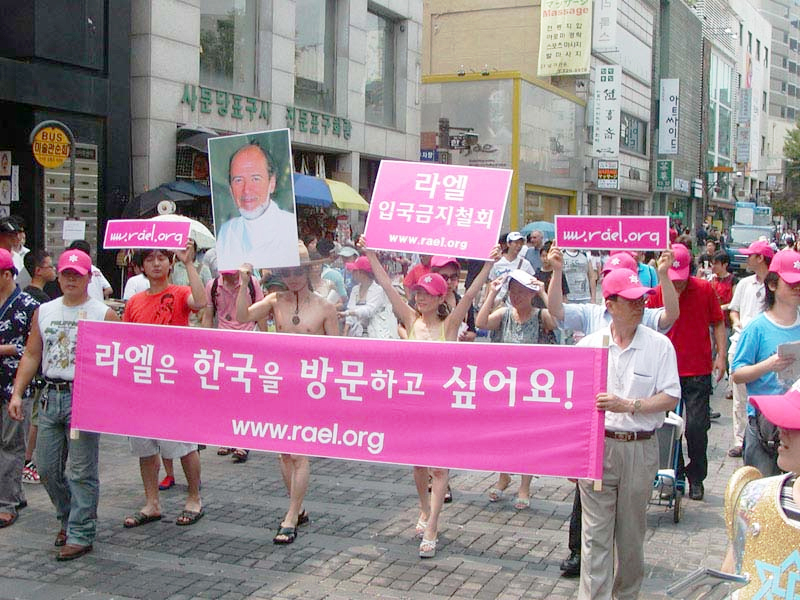
مسيرة الرائيليون.

تعلم الراؤولية أنه منذ حوالي 25000 سنة وصل إلوهيم إلى الأرض وقام بتحويلها حتى تتطور الحياة. تنص على أن إلوهيم استخدموا تقنياتهم المتقدمة لتأسيس كل أشكال الحياة على هذا الكوكب.يصف راؤول البشر بأنهم "روبوتات بيولوجية" تم إنشاؤها وبرمجتها بواسطة إلوهيم. تعلم الرائيلية أن الإنسانية تم تشكيلها جسديًا على شكل إلوهيم؛ بالنسبة للممارسين، يُشار إلى ذلك من خلال المقطع الموجود في تكوين 1: 26. يمثل راؤول أيضًا تفسيره الخاص لسفر التكوين، ويعلم أن عالم إلوهيم المسؤول عن خلق البشرية كان اسمه يهوه وأن أول إنسانين تم خلقهما كان اسمهما آدم وحواء. يعتقد الرائيليون أنه كان هناك في الأصل سبعة أجناس بشرية، على غرار أجناس إلوهيم السبعة، لكن الأجناس الأرجوانية والزرقاء والخضراء قد انقرضت. باعتقادهم أن الإنسان قد خلق بواسطة إلوهيم، يرفض الرائليون التطور الدارويني ويعتنقون نظرية الخلق والتصميم الذكي؛ يطلق الرائيليون على معتقداتهم اسم "الخلق العلمي". يعتقد الرائيليون أن إلوهيم تم خلقه أيضًا بواسطة أنواع سابقة، وهم قبلهم إلى ما لا نهاية. ويعتقدون أن الكون يتوسع إلى ما لا نهاية، سواء في الزمان أو المكان؛ اللانهاية مفهوم مهم بالنسبة لهم.
يعتقد الرائليون أن روايات الآلهة في الأساطير المختلفة حول العالم هي تفسيرات خاطئة لذكريات حول إلوهيم. تنص الفلسفة على أن الكتب المقدسة للعديد من الديانات الأخرى تصف الأنشطة المستمرة لإلوهيم على الأرض. حكاية طرد آدم وحواء من جنة عدن، التي رويت في سفر التكوين، تم تفسيرها، على سبيل المثال، على أنها تمثل انتقال البشرية الصعب من مختبرات إلوهيم إلى الحياة على الأرض، حيث كان عليهم أن يصبحوا مكتفين ذاتيًا. توصف قيامة يسوع الناصري ، كما وردت في الأناجيل، بأنها تمثل كيفية استنساخ إلوهيم ليسوع لإعادته إلى الحياة بعد الموت.يتم تفسير الإشارات إلى الشيطان على أنها تشير إلى رئيس مجموعة على كوكب إلوهيم الذين عارضوا التجارب الجينية على الأرض والذين جادلوا بأنه يجب تدمير البشرية باعتبارها تهديدًا محتملاً. وفقًا للرائيليين، تروي رواية الطوفان العظيم محاولة قام بها كائنات فضائية مضادة للبشر للقضاء على البشرية، ولكن تم إنقاذ البشرية بواسطة مركبة فضائية غريبة والتي وفرت الأساس لقصة سفينة نوح.

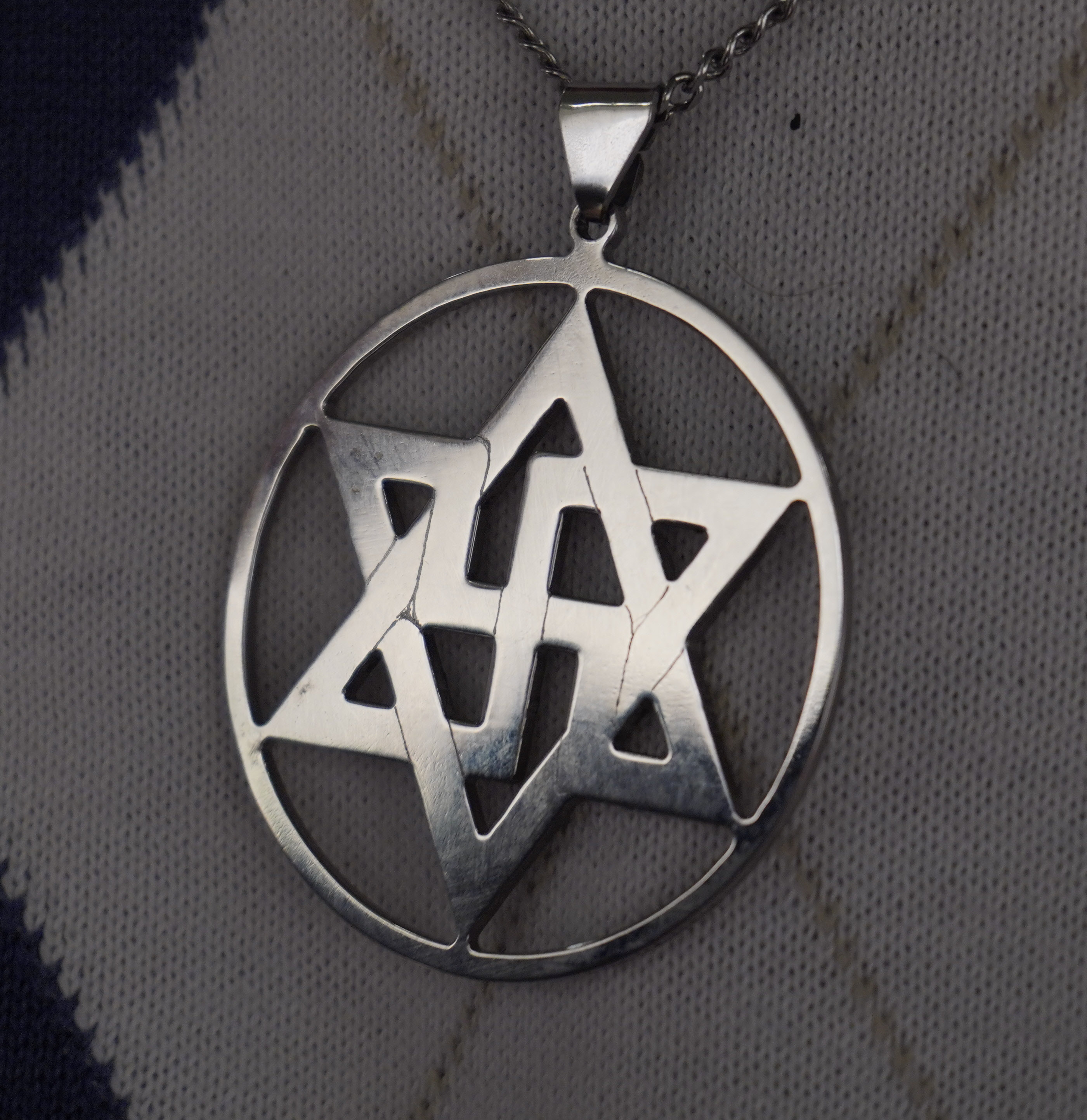
سلسلة عليها رمز الرائيليين.

العديد من الشخصيات التي أسست أو ألهمت الأديان عبر تاريخ البشرية، بما في ذلك يسوع، وبوذا ، ومحمد ، وجوزيف سميث ، يصورها الرائليون على أنهم قد استرشدوا بالإيلوهيم. ويتميز هؤلاء بأنهم 39 نبياً أرسلوا إلى البشرية في أوقات مختلفة.ى يُعتقد أن كل منهم قد كشف للبشرية معلومات يمكنهم فهمها في وقت معين، وبالتالي تؤكد الرايلية على فكرة الحقيقة التقدمية. يدعي راؤول أنه النبي الأربعون والأخير من آلوهيم، أُرسل لأن البشرية الآن متطورة بما يكفي لفهم حقيقة إلوهيم. ادعى في البداية أنه تم اختياره لهذا الدور لأنه كان لديه أم كاثوليكية وأب يهودي ، وبالتالي كان "حلقة وصل مثالية بين شعبين مهمين للغاية في تاريخ العالم". وأضاف أنه تم اختياره أيضًا لأنه عاش في فرنسا، التي اعتبرها إلوهيم دولة أكثر انفتاحًا من معظم الدول الأخرى.
صرح راؤول لاحقًا أن هؤلاء الأنبياء هم أنفسهم نتيجة تكاثر أم بشرية مع أب إلوها، مع اختيار الأمهات البشريات لنقاء شفرتهن الجينية، وإرسالهن إلى مركبة إلوهيم الفضائية، وتلقيبهن، ثم إعادتهن إلى الأرض مع محو ذكراهم للحدث. في كتابه عام 1979، دعونا نرحب بآبائنا من الفضاء ، أضاف راؤول أنه الابن البيولوجي لإلوها الذي التقى به لأول مرة، يهوه. وأشار إلى أن الرب كان أيضًا والد يسوع، مما جعل الأخير الأخ غير الشقيق لرائيل. في عام 2003، عرّف راؤول نفسه علنًا بأنه مايتريا ، البوديساتفا المستقبلي المتنبأ به لبوذية ماهايانا. ويؤكد أنه لا يزال على اتصال توارد خواطر مع إلوهيم، وسماع صوت الرب يرشده في اتخاذ القرارات التي تؤثر على الرايليانية.
يعلم الدين أيضًا أن إلوهيم يستمر في مراقبة كل فرد بشري على الأرض، عن بعد، من كوكبه يتم ذلك حتى يتمكن إلوهيم من تحديد الأفراد الذين يستحقون أن يُمنحوا فرصة الحياة الأبدية. ويجادل بأن إلوهيم يواصل زيارة الأرض، كما يتضح من دوائر المحاصيل، التي يعتبرها أتباعه بمثابة مساحات هبوط مركبة إلوهيم الفضائية. يفهم الرائليون بشكل عام رؤية الأجسام الطائرة المجهولة (UFOs) على أنها تأكيد لإيمانهم بالإيلوهيم، على الرغم من أن رأيهم في علم الأجسام الطائرة المجهولة غامض. يعتبر الرائليون أيضًا ظهور " شعر الملاك " دليلاً على وجود إلوهيم، مشيرين إلى أنه ظهر في مختلف التجمعات الصيفية الرائيلية وعادة ما يعبرون عن شكوكهم بشأن ادعاءات جهات اتصال أجنبية مزعومة بخلاف راؤول. يعتقد الرائيليون أنهم جميعًا قادرون على الارتباط تخاطريًا مع إلوهيم، ولكن يُسمح لراؤول فقط بمقابلتهم جسديًا أو تلقي الوحي الخاص بهم.

## وصلات خارجية
- Rael.org - الموقع الرسمي للحركة الرائيلية
- الإذاعة الرائيلية الرسمية
- أخبار وآراء عن الحركة الرائيلية